# Oligoneura aenea
Oligoneura aenea är en tvåvingeart som beskrevs av Jacques-Marie-Frangile Bigot 1878. Oligoneura aenea ingår i släktet Oligoneura och familjen kulflugor. Inga underarter finns listade i Catalogue of Life.